# Estación de Gisikon-Root
La estación de Gisikon-Root es una estación ferroviaria de las comunas suizas de Gisikon y Root, en el Cantón de Lucerna.

## Historia y situación
La estación de Gisikon-Root fue inaugurada en el año 1864 con la puesta en servicio de la línea Zug - Lucerna por el Zürich-Zug-Luzern-Bahn. En 1902 la compañía pasaría a ser absorbida por SBB-CFF-FFS.
Se encuentra ubicada en el límite de las comunas de Gisikon y Root, situándose en el sur del núcleo urbano de la primera y en el norte de la segunda. Cuenta con dos andenes, uno central y otro lateral, a los que acceden tres vías pasantes. Además existen un par de vías toperas y dos derivaciones para acceder a un almacén y a una industria.
En términos ferroviarios, la estación se sitúa en la línea (Zúrich -) Zug - Lucerna. Sus dependencias ferroviarias colaterales son la estación de Rotkreuz hacia Zug y la estación de Root D4 en dirección Lucerna.

## Servicios ferroviarios
Los servicios ferroviarios de esta estación están prestados por SBB-CFF-FFS.

### Regionales
- RE Zúrich - Baar - Zug - Cham - Rotkreuz - Lucerna

### S-Bahn Lucerna/Stadtbahn Zug
Por la estación pasa una línea de las redes de trenes de cercanías S-Bahn Lucerna y Stadtbahn Zug que conforman una gran red de trenes de cercanías en el centro de Suiza.
- S 1 Baar - Zug - Cham - Rotkreuz - Lucerna.

1. En días laborables frecuencias de 30 minutos entre Baar y Lucerna. En festivos trenes cada 60 minutos entre Baar y Lucerna.